# Westsachsenstadion
Le Westsachsenstadion est un stade de football allemand situé à Niederplanitz, quartier de la ville de Zwickau, en Saxe.
Le stade, doté de 5 000 places et inauguré en 1942, servait d'enceinte à domicile à l'équipe de football du FSV Zwickau.

## Histoire
Les travaux du stade débutent en 1937 pour s'achever cinq ans plus tard. La tour caractéristique du stade est achevée en 1940. Il dispose alors d'une piste cyclable en béton. D'architecture nazie, il est inauguré le 20 août 1942 sous le nom de Südkampfbahn.
En 1949 après la création de la RDA, le stade change de nom pou s'appeler le Georgi-Dimitroff-Stadion, en hommage à Georgi Dimitrov, président du Conseil des ministres de la République populaire de Bulgarie alors communiste.
Le 12 septembre 1984, l'équipe de la RDA joue un match amical contre la Grèce au stade.
En 1997, à la suite de la désaffectation de la piste cyclable, des mâts d'éclairage sont installés.

## Événements

### Matchs internationaux de football
| Date              | Compétition  | Équipes                    | Score | Affluence |
| ----------------- | ------------ | -------------------------- | ----- | --------- |
| 12 septembre 1984 | Match amical | Allemagne de l'Est — Grèce | 1-0   | —         |

## Galerie

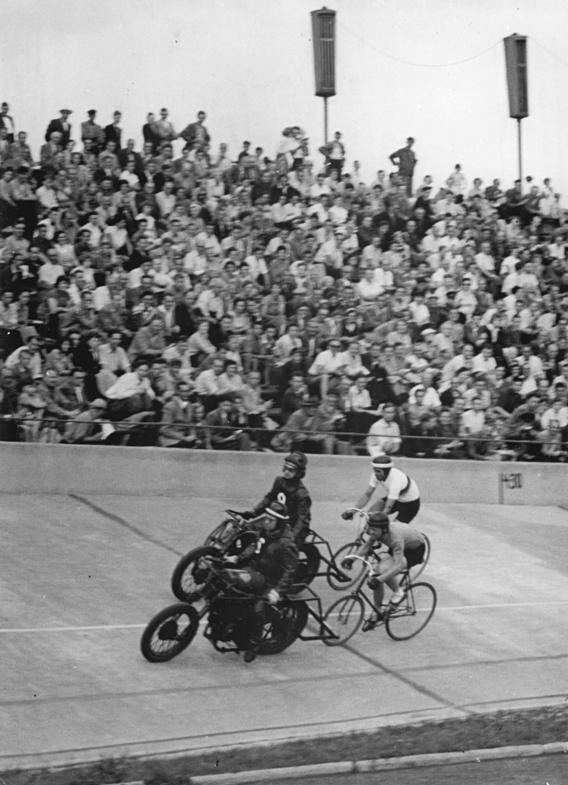
Compétition de cyclisme au stade en 1957
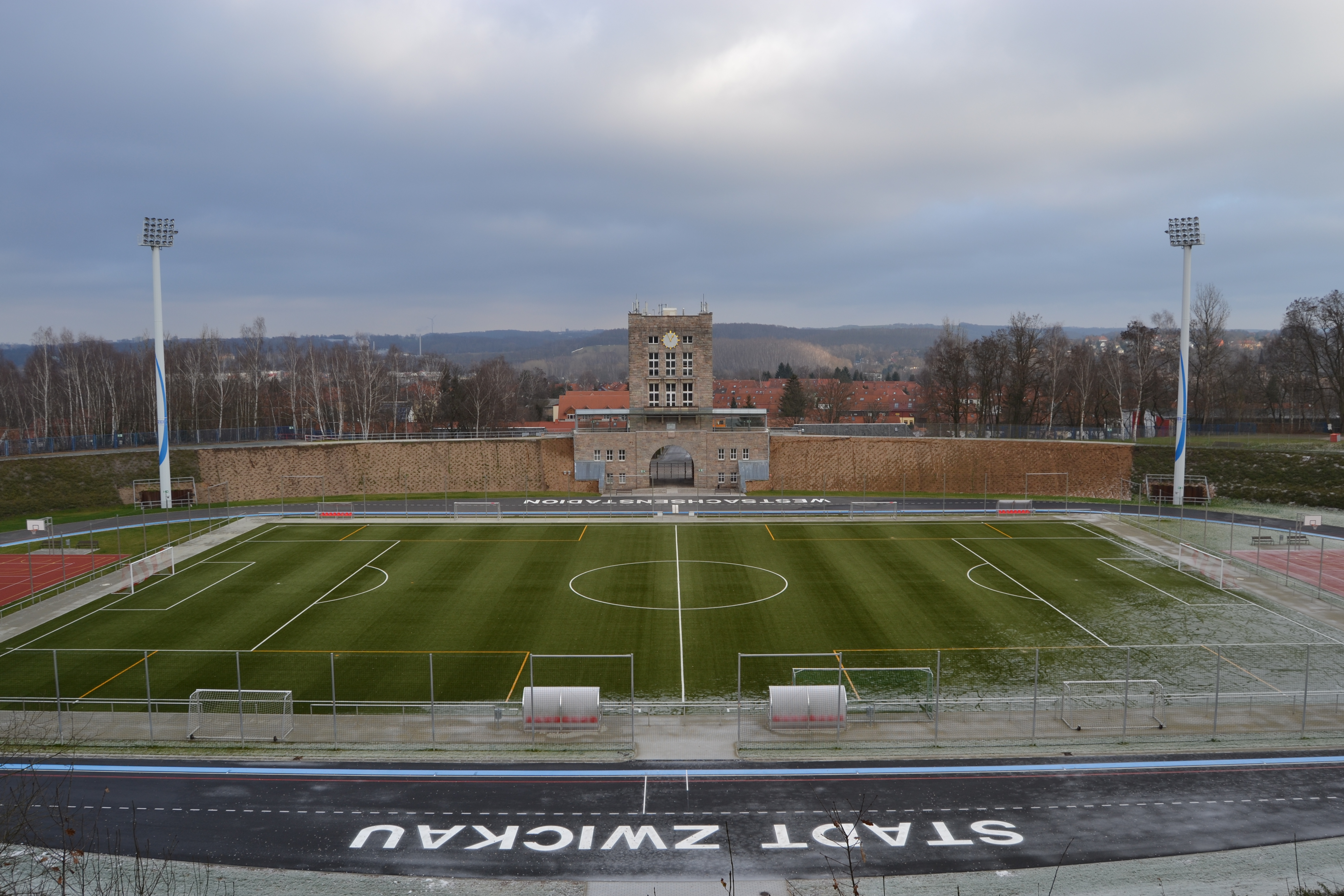
Vue du terrain depuis la tribune
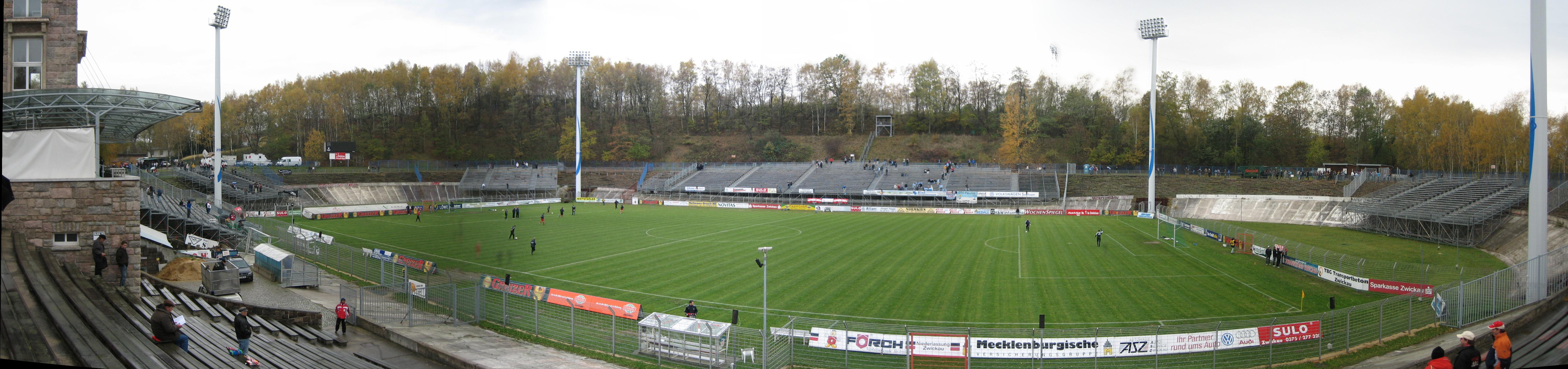
Vue panoramique du terrain depuis la tribune en 2006
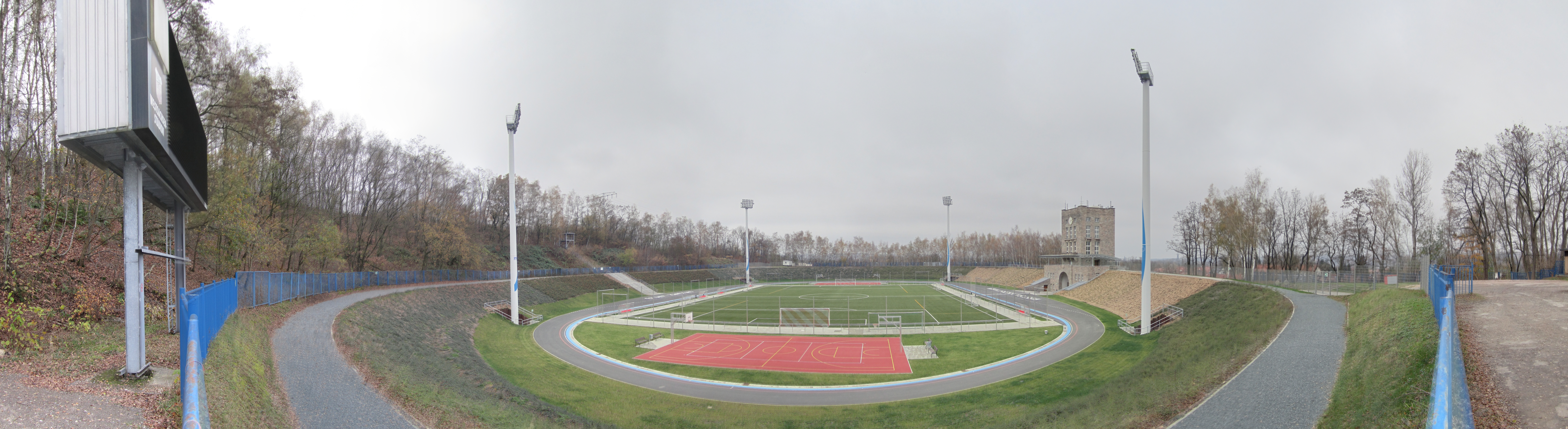
Vue panoramique du terrain depuis le virage en 2013
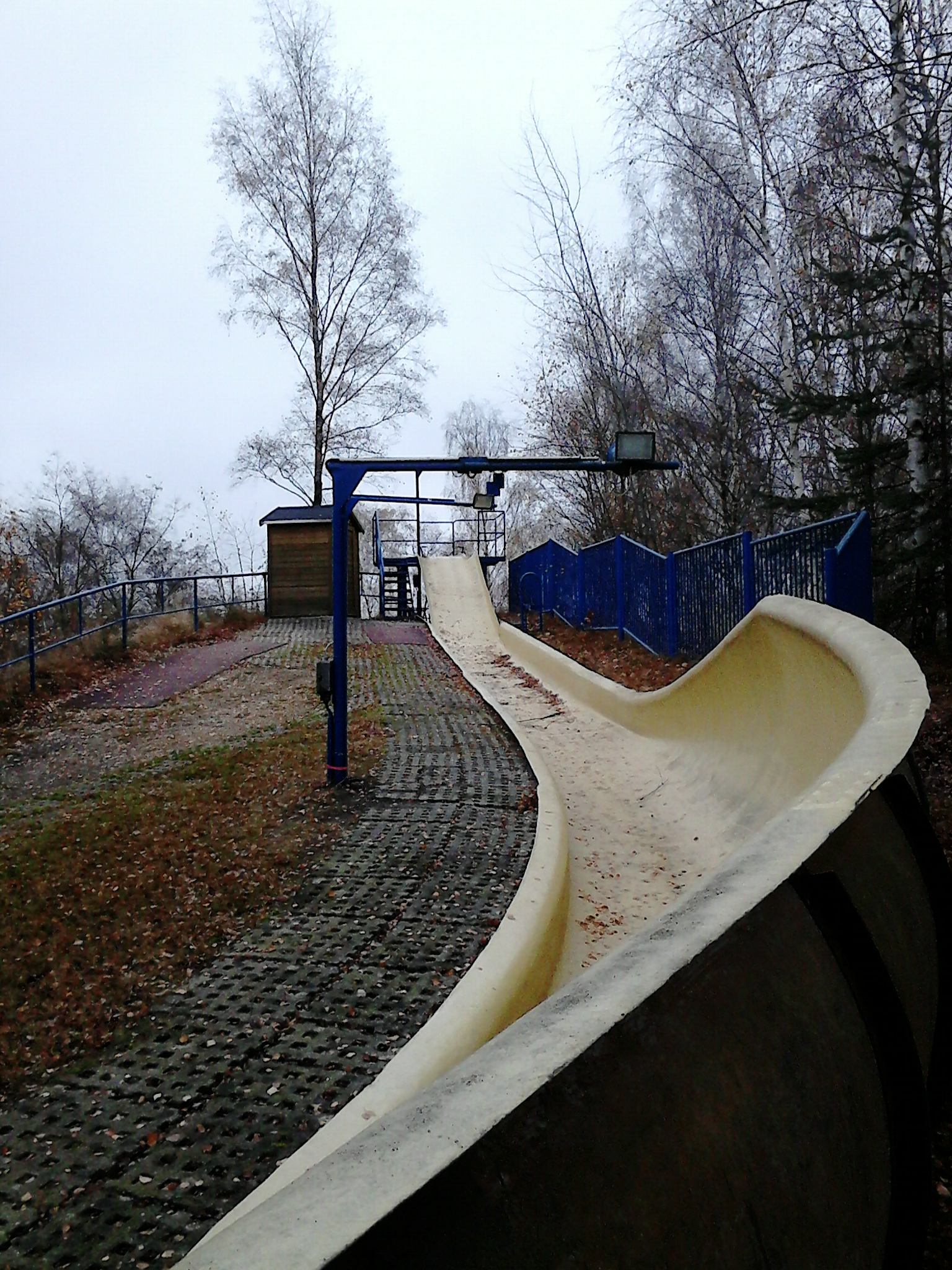
Piste de bobsleigh du stade n°1
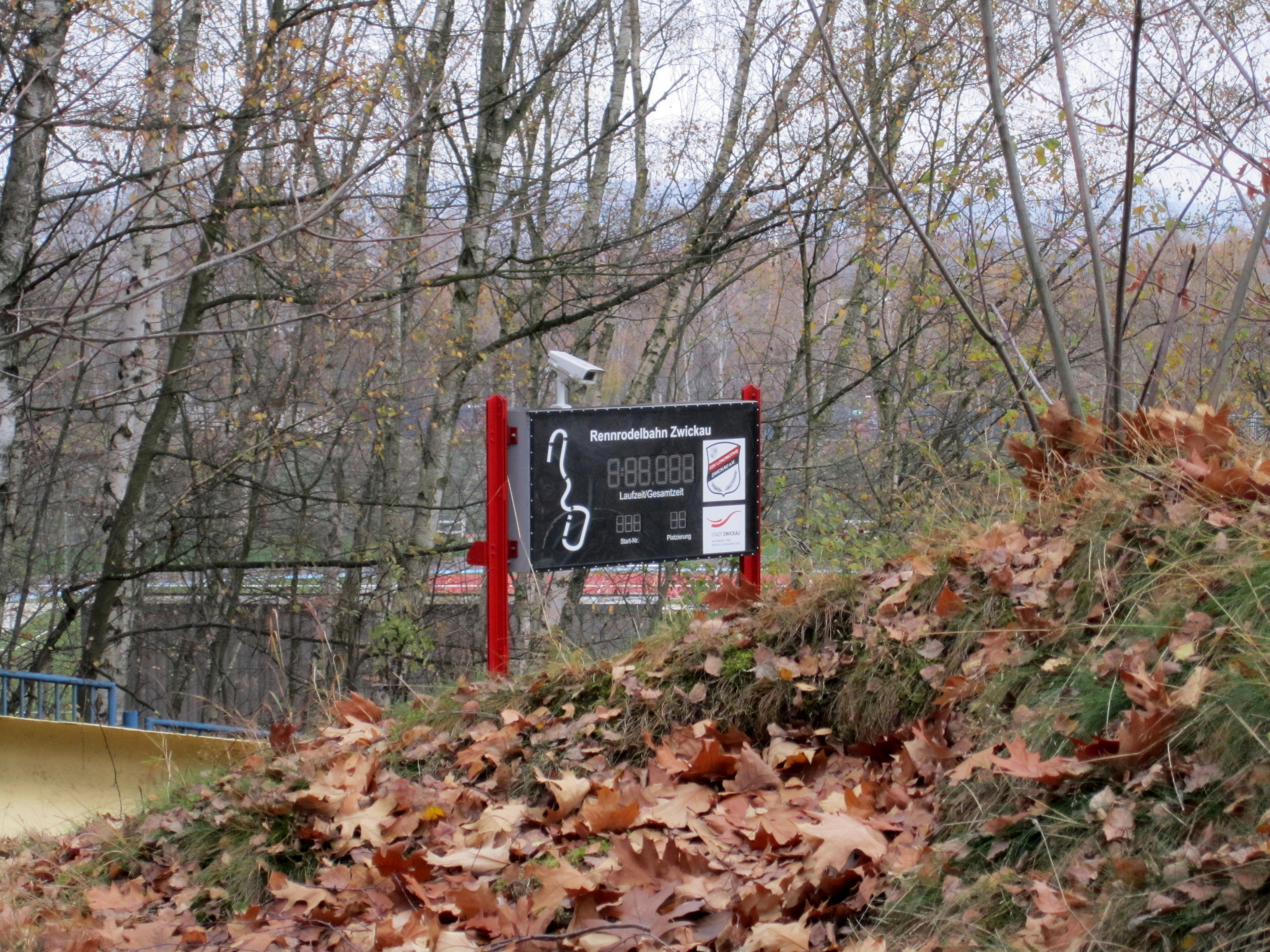
Piste de bobsleigh du stade n°2
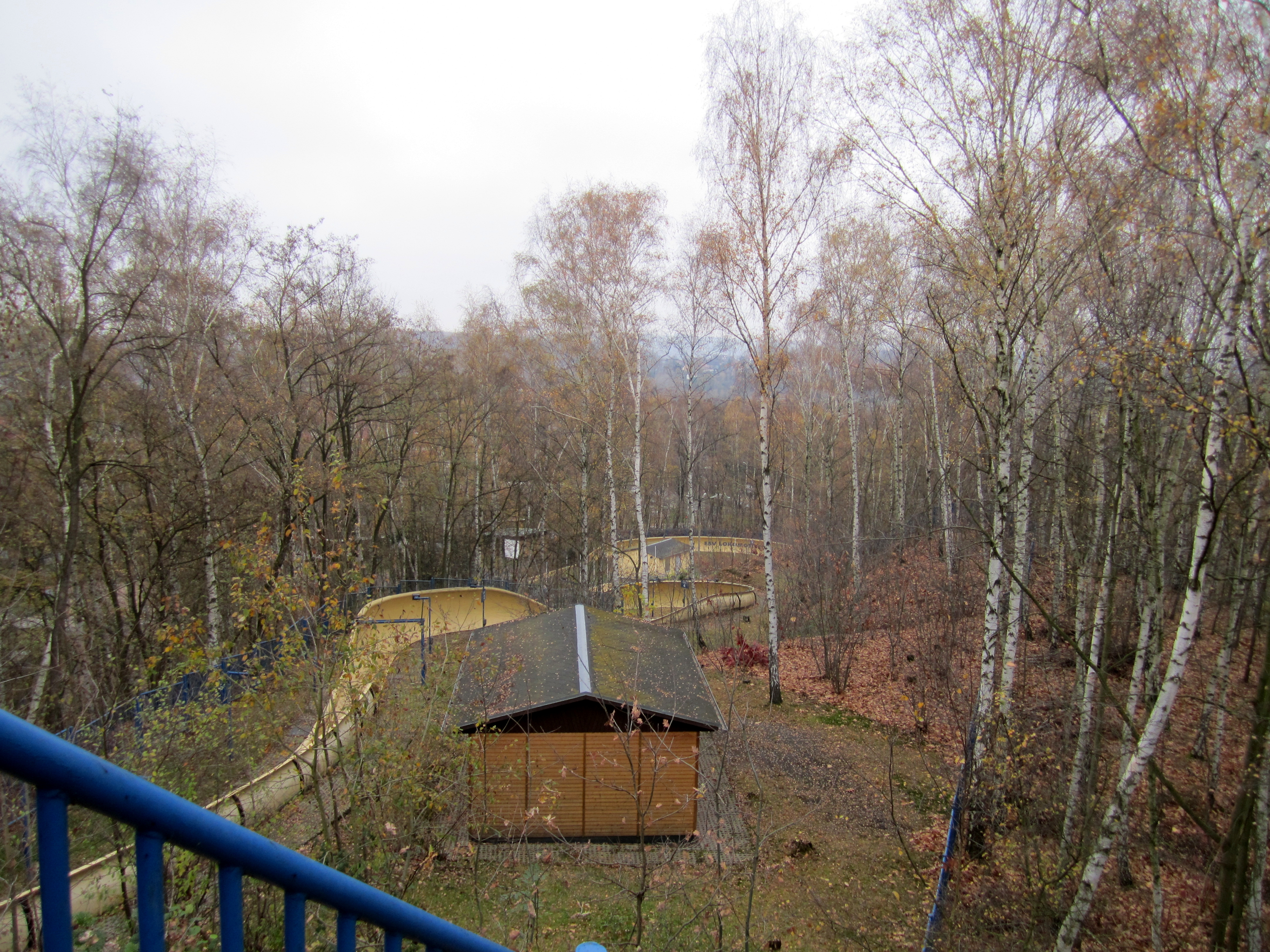
Piste de bobsleigh du stade n°3
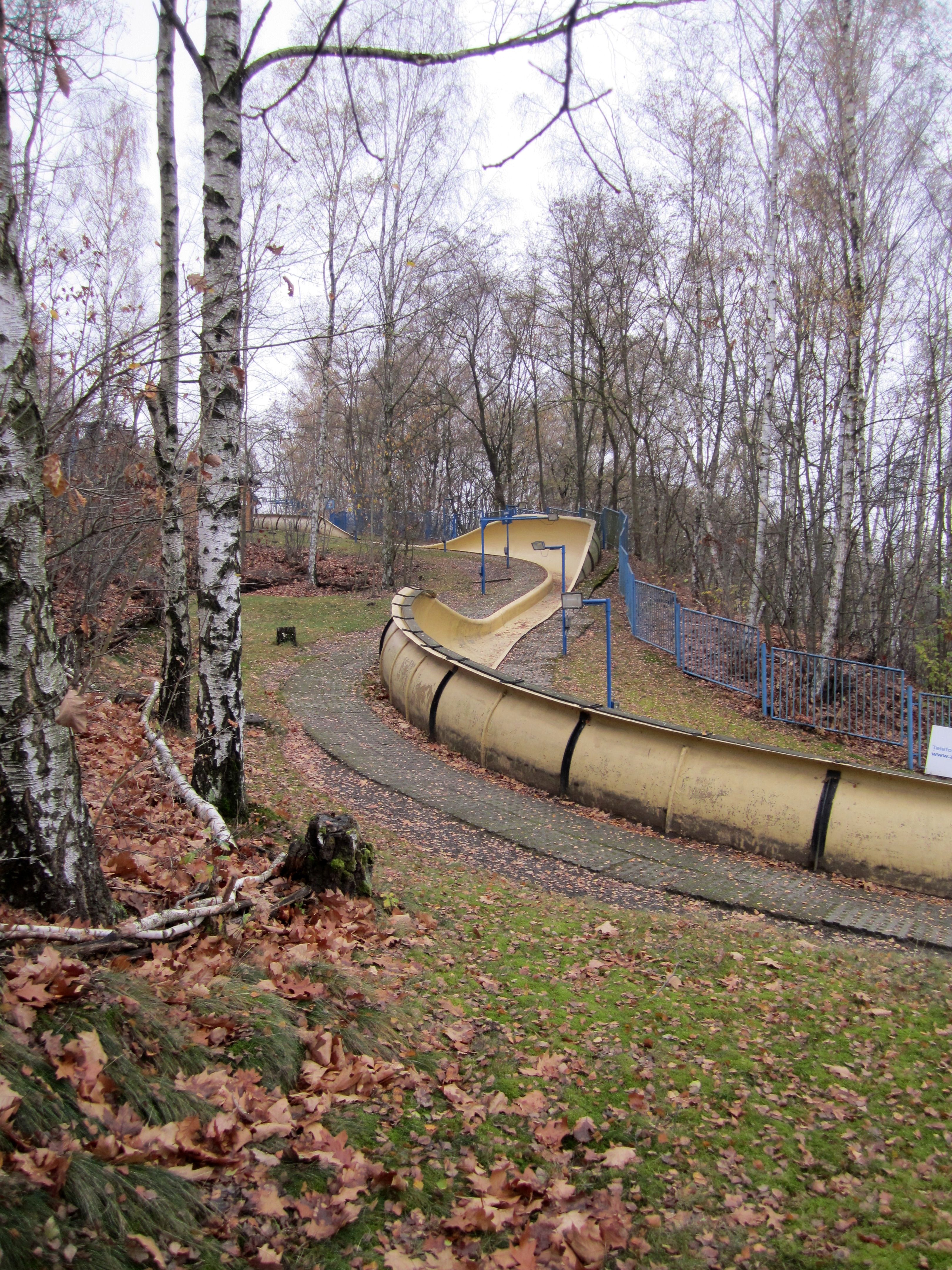
Piste de bobsleigh du stade n°4